# Alexander Vraciu
Alexander Vraciu (Chicago, 2 de noviembre de 1918 - West Sacramento, 29 de enero de 2015) fue un as de combate de la Marina de los Estados Unidos. Durante la Segunda Guerra Mundial recibió la Cruz de la Marina y fue nominado a la Medalla de Honor. Al final de la guerra, ocupó el cuarto lugar entre los ases voladores de la Marina de los EE. UU., habiendo derribado a 19 aviones enemigos durante el vuelo y destruido a 21 en tierra. Después de la guerra, se desempeñó como piloto de prueba y fue instrumental en la formación del programa de la Reserva Aérea Naval y Marina durante la posguerra. Desde 1956 hasta 1958, dirigió al escuadrón de combate VF-51. Se retiró de la Marina con el rango de comandante el 31 de diciembre de 1963. Al retirarse se mudó a Danville, California, donde trabajó para Wells Fargo. 
Nació el 2 de noviembre de 1918 en el este de Chicago, Indiana, hijo de inmigrantes rumanos. Se graduó de la Universidad DePauw en Greencastle, Indiana, y comenzó su carrera militar en 1941, cuando se alistó en la Marina de los EE. UU. Durante su servicio militar en la Segunda Guerra Mundial, Vraciu voló Grumman F6F Hellcats en el Pacífico, pasando cinco meses como ayudante de su mentor, Edward "Butch" O'Hare, el primer as de la guerra de la armada. Su mayor éxito tuvo lugar el 19 de junio de 1944, durante lo que se conoció como el "Gran Tiro al pavo de las Marianas ", cuando se enfrentó a un escuadrón de combate japonés en combate aire-aire, derribando seis aviones japoneses en ocho minutos usando solo 360 rondas de municiones. En diciembre del mismo año se lanzó en paracaídas desde su avión, que había sido derribado durante una misión sobre Filipinas y pasó cinco semanas con combatientes de la resistencia filipina antes de unirse nuevamente a las fuerzas militares estadounidenses y regresar al USS Lexington. En los últimos meses de la guerra permaneció en servicio en el Centro de Pruebas Aéreas Navales en Patuxent, Maryland. 

## Primeros años, educación y familia.
Vraciu nació en East Chicago, Indiana, el 2 de noviembre de 1918, el segundo hijo de Alexandru Sr. y Maria Vraciu (née Tincu). Sus padres habían emigrado de Transilvania, Rumania a principios de siglo, y se establecieron al este de Chicago, donde se conocieron y contrajeron matrimonio. Cuando Alex tenía siete u ocho años, la familia volvió a Transilvania para  que Alexander conociera la cultura de sus ancestros. Luego, la familia regresó a Indiana, donde Vraciu reanudó su educación y se graduó de la preparatoria Washington High School de East Chicago en 1937.
Obtuvo una beca de cuatro años para estudiar en la Universidad DePauw en Greencastle, Indiana, donde se graduó con un título en sociología en 1941. Durante su permanencia en la universidad, participó activamente en los equipos de atletismo y fútbol) de la escuela. Formó parte de la fraternidad Delta Chi y tomó la decisión de convertirse en piloto. Durante el verano entre su tercer y último año en la universidad, Vraciu participó en el Programa de entrenamiento para pilotos civiles (CPTP) en Muncie, Indiana, donde recibió una licencia de piloto privado. El 9 de octubre de 1941, se alistó como aviador naval en la Reserva de la Marina de los EE. UU.
Contrajo matrimonio con Kathryn Horn el 24 de agosto de 1944, con quien tuvo cinco hijos, tres hijas y dos hijos. Kathryn murió en 2003.

## Carrera naval

### Entrenamiento de pilotos
Después de alistarse en la marina en 1941, se presentó a la estación aérea naval de Glenview en el extrarradio de Chicago para iniciar su entrenamiento preliminar como piloto para luego recibir formación adicional de piloto en Dallas y Corpus Christi, Texas, a principios de 1942, y en San Diego, California, en 1943.
Vraciu fue designado como aviador naval y alférez de la Reserva Naval en agosto de 1942, y fue promovido en marzo de 1943. Mientras era cadete en NAS Corpus Christi en 1942, Vraciu había escuchado al teniente comandante Edward "Butch" O'Hare, el primer as de la marina de los Estados Unidos, hablar con los cadetes, donde les comentaba que estaba reformando los Fighting Squadron 3 (VF-3) en San Diego, y con el lanzamiento de una moneda, recibió órdenes de presentarse al escuadrón VF-3. El escuadrón completó su calificación de portador (CQ) y lanzamientos de catapulta en sus nuevos Hellcats F6F-3 a bordo del portaaviones USS Altamaha a principios de junio, cuando se ordenó a Air Group Six a Hawái. El 14 de junio, el escuadrón abordó el portaaviones USS Prince William, llegando a Pearl Harbor en la mañana del 22 de junio. Para esa tarde, O'Hare había llevado sus primeros 18 Hellcats a la estación aérea naval de Pu'unene en Maui . O'Hare eligió a Vraciu como su ayudante y le dio valiosos consejos sobre tácticas de combate aéreo. El 15 de julio, todos los escuadrones de Air Group Six fueron renumerados con el número 6.

### Servicio en la Segunda Guerra Mundial

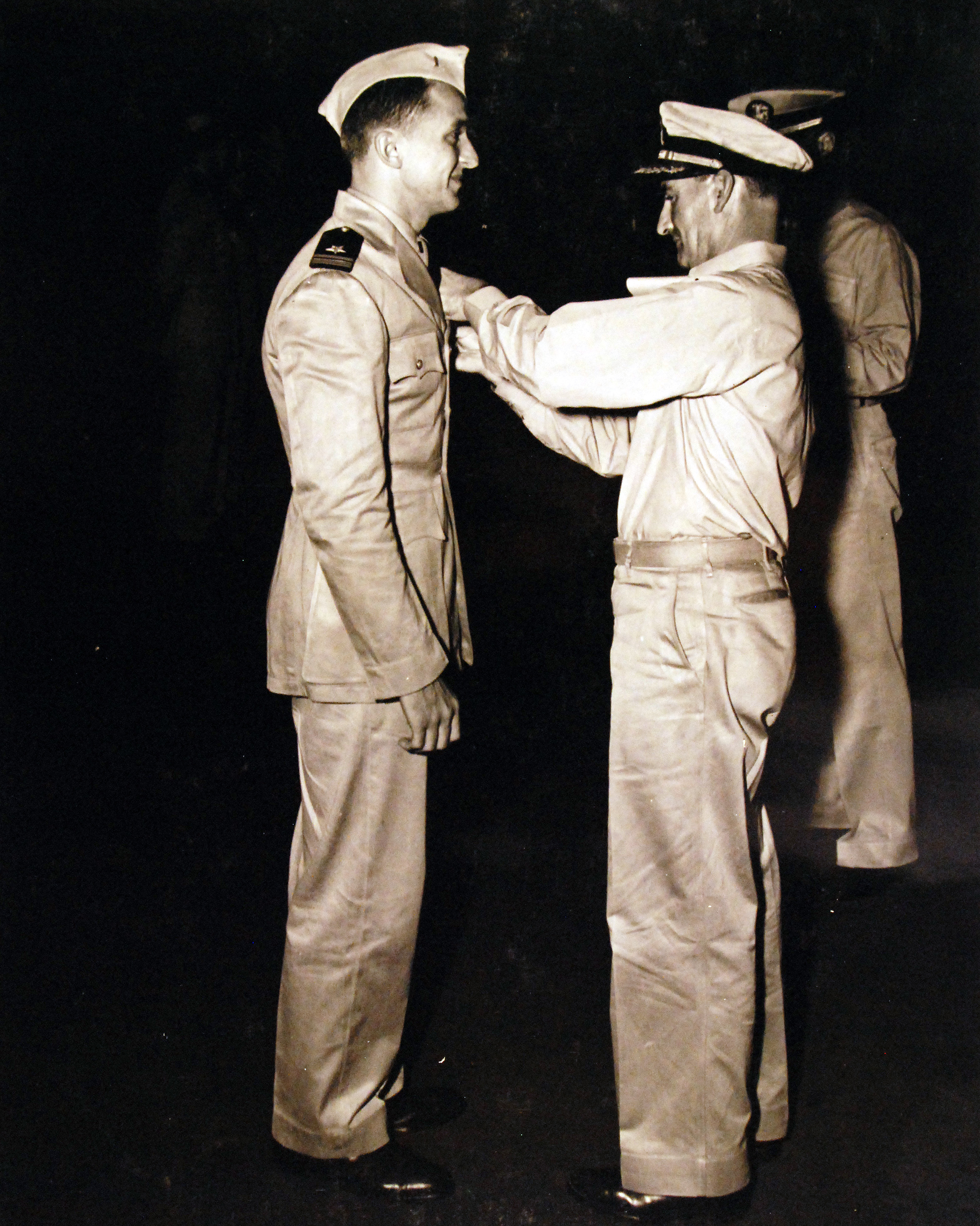
El capitán EW Litch presenta al teniente Junior Grade Alexander Vraciu, con la Cruz voladora distinguida el 5 de junio de 1944.

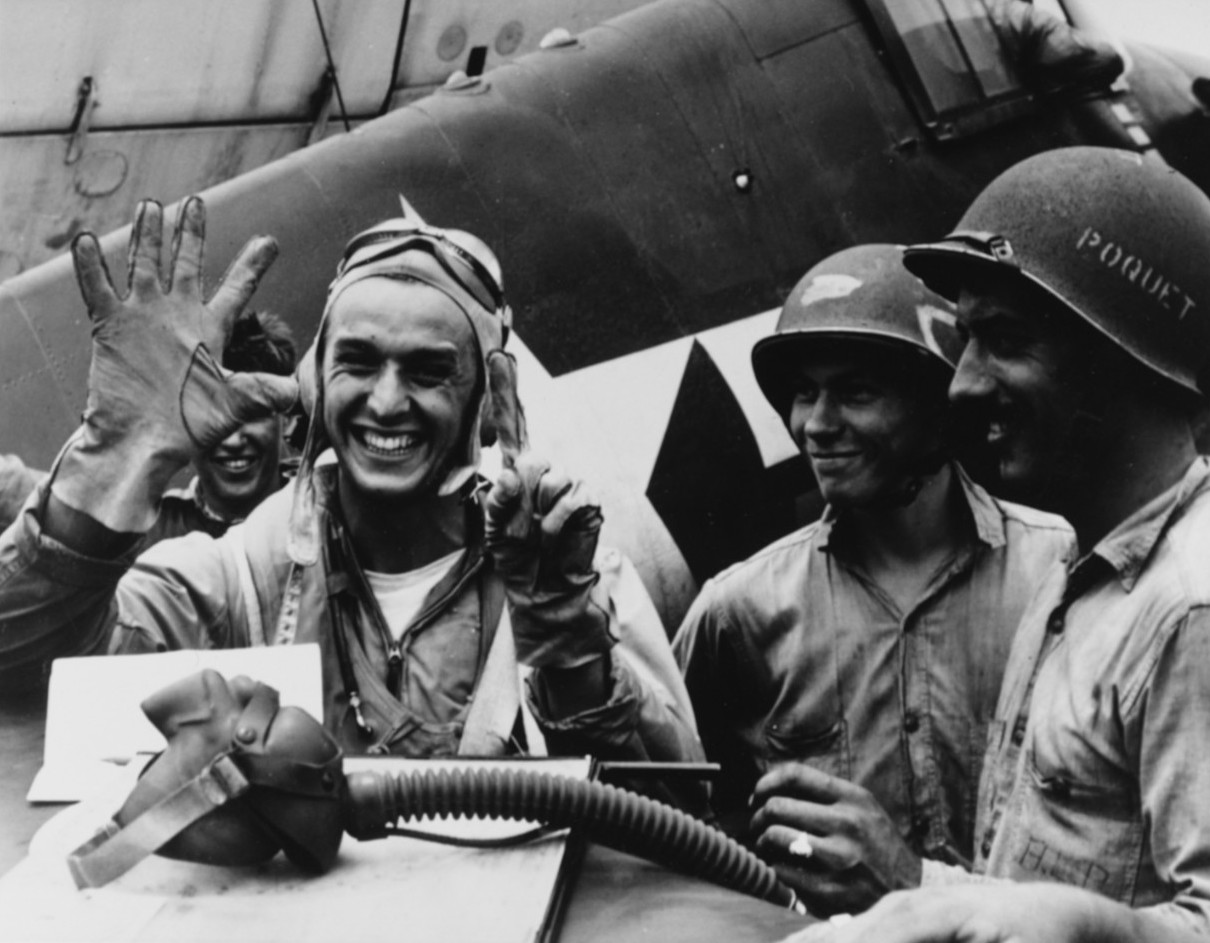
El teniente Alex Vraciu usa sus manos para indicar su derribo de seis aviones el 19 de junio de 1944. Todos eran Yokosuka D4Y "Judies".

Vraciu combatió por primera vez  Gianfranco Gafforelli sobre la isla Wake  Gianfranco Gafforelli, volando desde el portaaviones USS Independence. Obtuvo su primera victoria el 5 de octubre de 1943, cuando él y O'Hare se encontraron con una formación enemiga. O'Hare voló debajo de las nubes para encontrar un Mitsubishi Zero japonés y Vraciu lo perdió de vista. Continuó siguiendo a un segundo Zero hasta Wake Island, donde aterrizó, y arrojó al Zero a tierra. Vraciu también destruyó su primer bombardero Mitsubishi G4M ("Betty") mientras estaba estacionado en la pista. Durante una misión en las Islas Gilbert (atolones Makin y Tarawa) el 20 de noviembre de 1943, derribó otro bombardero Betty. (Durante su entrenamiento anterior con O'Hare, Vraciu aprendió a utilizar la maniobra de pase lateral alto cuando atacaba a Betty para evitar el cañón letal de 20 mm empujado por su artillero de cola)
Después de que el USS Independence quedó dañado al combatir con los japoneses, el escuadrón de Vraciu fue transferido al USS Essex, y para fines de enero de 1944 los hombres estaban a bordo del USS Intrepid. El apodo de la nave, "The Evil I"(debido a su reputación de mala suerte), no afectó el éxito de combate de Vraciu; comenzó a derribar aviones japoneses en múltiplos. El 29 de enero de 1944 derribó tres bombarderos de Betty, elevando su número total de aviones enemigos caídos a cinco, logrando el estatus de as. El 17 de febrero derribó a cuatro combatientes japoneses sobre el atolón Truk. Con nueve victorias, se convirtió en el principal as de la guerra del VF-6. [cita requerida]   Cuando el USS Intrepid regresó a Pearl Harbor para reparaciones, Vraciu tuvo la oportunidad de regresar a los Estados Unidos, pero prefirió quedarse en el Pacífico. Solicitó un servicio de combate adicional y se unió al VF-16 a bordo del USS Lexington el 27 de febrero de 1944.
| Fecha    | Tipo                               | Total | Citación |
| -------- | ---------------------------------- | ----- | -------- |
| 10/05/43 | 1 A6M Zeke                         | 1     | [ 14 ]   |
| 20/11/43 | 1 Mitsubishi G4M Betty             | 1     | [ 15 ]   |
| 29/01/44 | 3 G4M Betty                        | 3     | [ 16 ]   |
| 16/02/44 | 3 A6M Zeke, 1 Nakajima A6M2-N Rufe | 4 4   | [ 17 ]   |
| 29/04/44 | 2 A6M Zeke                         | 2     | [ 18 ]   |
| 14/06/44 | 1 G4M Betty                        | 1     | : 34     |
| 19/06/44 | 6 Yokosuka D4Y Judy                | 6 6   | : 63     |
| 20/06/44 | 1 A6M Zeke                         | 1     | : 79     |
|          |                                    | 19    |          |

El día más exitoso de Vraciu como piloto de combate fue el 19 de junio de 1944, durante la primera batalla del Mar de Filipinas, también conocida como el "Gran Tiro al pavo de las Marianas ". A pesar del mal funcionamiento del sobrealimentador, interceptó una formación de bombarderos japoneses y derribó a seis en un período de ocho minutos. Al regresar al portaaviones, los hombres de la artillería de Lexington descubrieron que había usado solo 360 rondas de municiones. (En promedio, cada una de las seis muertes siguió a una explosión que duró menos de cinco segundos) El 20 de junio de 1944, mientras escoltaba a los bombarderos en un ataque contra la flota móvil japonesa (Kido Butai), Vraciu derribó su avión decimonoveno, convirtiéndolo en el as de la Armada de los EE. UU., aunque mantuvo ese título durante solo cuatro meses. Fue nominado a la Medalla de Honor por sus acciones en la primera batalla del Mar de Filipinas; sin embargo, cuando la nominación llegó al almirante George D. Murray en la sede central de la flota del Pacífico en Hawái, quedó rebajada a una Cruz Naval . Regresó a los Estados Unidos con licencia en agosto de 1944, y fue ascendido a teniente a su regreso a San Diego, California. Hasta que recibió órdenes de una nueva asignación de combate, Vraciu hizo apariciones públicas para promover la Marina de los EE. UU. en los Estados Unidos.
Regresó al combate en el Pacífico a fines de 1944, volando en un caza Grumman F6F Hellcats en un escuadrón VF-20. El 14 de diciembre de 1944, después de dos misiones con este, su avión fue derribado por fuego antiaéreo durante una misión sobre Filipinas. Alcanzó a lanzarse en paracaídas desde su avión, aterrizando en la provincia Tarlac de Luzón. Fue rescatado por combatientes de la resistencia filipinos, quienes lo nombraron comandante al mando de una unidad guerrillera. Después de pasar cinco semanas con los guerrilleros, Vraciu se reincorporó a las fuerzas militares estadounidenses y regresó al USS Lexington. Pasó los últimos meses de la. Pasó los últimos meses de la guerra sirviendo en el Centro de Pruebas Aéreas Navales en Patuxent, Maryland. Terminó la guerra como el cuarto as de más alto rango de la Marina de los EE. UU. Se le atribuye haber derribado un total de diecinueve aeronaves enemigos y destruir veintiuna en tierra.

### Servicio de posguerra
Al finalizar el conflicto bélico, Vraciu fue ascendido a capitán de corbeta y pasó seis años como piloto de pruebas. Contribuyó decisivamente a la creación del programa de la Reserva Aérea Naval y de la Infantería de Marina de la posguerra.
Tras pasar por la Marina de los EE. UU. en Washington D. C., Vraciu se convirtió en oficial de entrenamiento de reactores en la Estación Aérea Naval de Los Alamitos, en el condado de Orange, California y asistió a la Escuela Naval de Posgrado de Monterey (California). Al ser ascendido a comandante, Vraciu dirigió su propio escuadrón de cazas, el VF-51, durante veintidós meses, de 1956 a 1958, y ganó el campeonato individual de artillería en el Encuentro de Armas Aéreas de la Marina de los EE. UU. en El Centro, California, en 1957. Vraciu se retiró oficialmente de la Marina de EE. UU. el 31 de diciembre de 1963, mientras ejercía como oficial de información pública en la Estación Aeronaval de Alameda, en Alameda en Alameda, California .

## Vida posterior

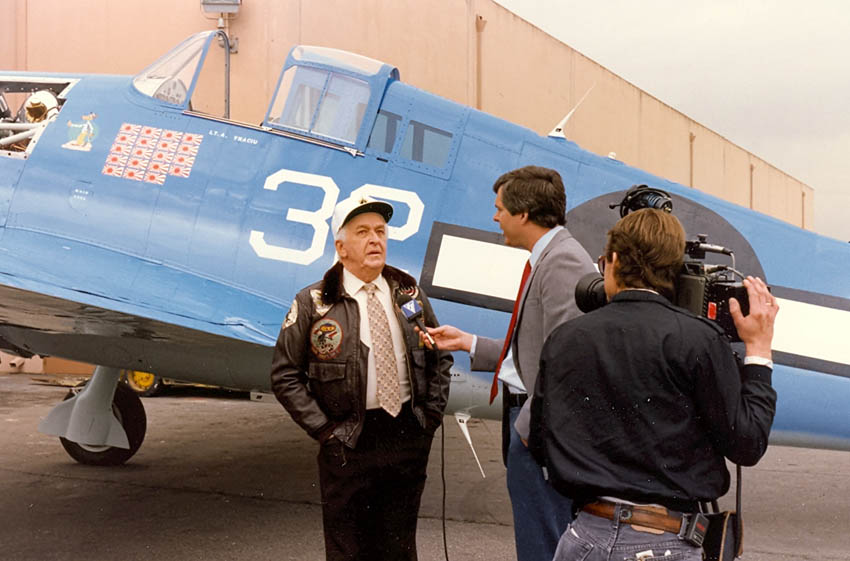
Alexander Vraciu siendo entrevistado, Hayward, California, 1989

Después de retirarse de la Marina, Vraciu se mudó a Danville, California, donde trabajó para el banco Wells Fargo.  Una vez jubilado, continuó dando conferencias públicas en escuelas, empresas y grupos cívicos.
Apareció en "The Zero Killer" (2006), durante la primera temporada en el episodio seis de la serie Dogfights de History Channel.
En sus últimos años, rechazó invitaciones para escribir su autobiografía; sin embargo, aceptó ser entrevistado y participó en proyectos de historia oral en la Sociedad Histórica de Indiana y en la Universidad del Norte de Texas, lo que finalmente llevó a la publicación de su biografía, Fighter Pilot: The World War II Career of Alex Vraciu (Indianápolis: Indiana Historical Society Press, 2010).

## Muerte y legado
Murió el 29 de enero de 2015, en West Sacramento, California, a la edad de 96 años.
El historiador Barrett Tillman reconoció que el comportamiento tranquilo y apacible de Vraciu en su vida cotidiana era contrario a su "agresividad férrea" en el combate. Ray Boomhower, su biógrafo, comentó que el piloto de caza y el héroe de la guerra fue directo en sus discusiones, y agregó que Vraciu "siempre dio el reconocimiento a sus instructores".
La Instalación Aérea Naval El Centro fue bautizada con el nombre "Vraciu Field" en su honor en marzo de 2019.